# محمد بلحي
محمد بلحي صحفي، كاتب ومختص في علم الاجتماع، من مواليد 12 ديسمبر 1951 ببسكرة الجزائر وهو نجل المجاهد في حرب التحرير الوطنية الراحل صادق بلحي. بالإضافة إلى مساره الثقافي وشهاداته في مجال علم الاجتماع، وإصداراته، أنتج بلحي سلسلة من التقارير حول المناطق المتضررة من الإرهاب (متيجة، القبائل، غرب الجزائر).

## حياته
بدأ حياته العملية كصحفي في جريدة “ألجيغي أكتواليتي” وأصبح في بداية التسعينات مدير التحرير فيها، كما قام بتغطية حرب الخليج والحرب في لبنان وأحداث الصحراء الغربية، عمل أيضا مديراً للتحرير لجريدة “لوسواغ دالجيغي”، كما عمل كاتباً في جريدة الوطن، كان بلحي واحد من الصحفيين المغاربيين الذين تمت دعوتهم إلى واشنطن من قبل البنك الدولي وصندوق النقد الدولي، كما شارك في ورشة عمل في البنك الدولي بالقاهرة، كما يعد مستشارا في المؤسسة الوطنية للإتصال النشر والإشهار «أناب».

## مؤلفاته
له العديد من الأعمال الادبية التاريخية ومن أعم إصداراته:
- سجلات جهنمية، الجزائر في 1990 – 1995م.
- “بسكرة، مرآة الصحراء”، الجزائر. منشورات أناب، 2011.
- الزعاطشة 1849: انتفاضة الزيبان، الجزائر، منشورات أناب، نوفمبر 2015.
- منارات الجزائر، الجزائر، منشورات القصبة،  جانفي 2016 (مع المصور زين الدين زيبار).
- طريق الذهب، الجزائر، منشورات، نوفمبر 2016.
- أرض سيفاكس، بالتعاون مع خديجة آية حمودة
- كتاب حسين داي 2019م.[2]
- إصدار جديد بعنوان الداي محمد بن عثمان 2021م.[3]